# كينجي توميتا
كينجي توميتا (باليابانية: 冨田 健二) (1 يوليو 1967 في كاغوشيما في اليابان – )؛ هو لاعب كرة قدم سابق كان يلعب كلاعب وسط.